# Потоцкая, Елизавета Николаевна
Графиня Елизаве́та Никола́евна Пото́цкая (урождённая графиня Головина́; 22 ноября 1795 — 26 октября 1867) —  фрейлина двора (1816); жена дипломата графа Л. С. Потоцкого; кавалерственная дама ордена Святой Екатерины (1846).

## Биография
Младшая дочь тайного советника графа Николая Николаевича Головина от брака с  княжной Варварой Николаевной Голицыной. Имя свое получила в честь великой княгини Елизаветы Алексеевны, с которой мать её была очень дружна, но позднее вследствие интриг была отстранена от двора. Детство своё провела в Петербурге в богатом доме родителей на Невском или в Царском Селе. Вместе с сестрой Прасковьей была тайно воспитана матерью в католической вере, в окружении иезуитов и французских эмигрантов.
Особым влиянием в их доме пользовалась принцесса де-Тарант, бывшая статс-дама королевы Марии Антуанетты. По словам графа Фаллу, молодые графини относились к ней так же, как к своей матери, и она во многом способствовала их переходу в католичество. В 1802 году вслед за принцессой де-Тарант Головины уехали во Францию и провели там два года. С началом наполеоновских войн они возвратились в Россию.

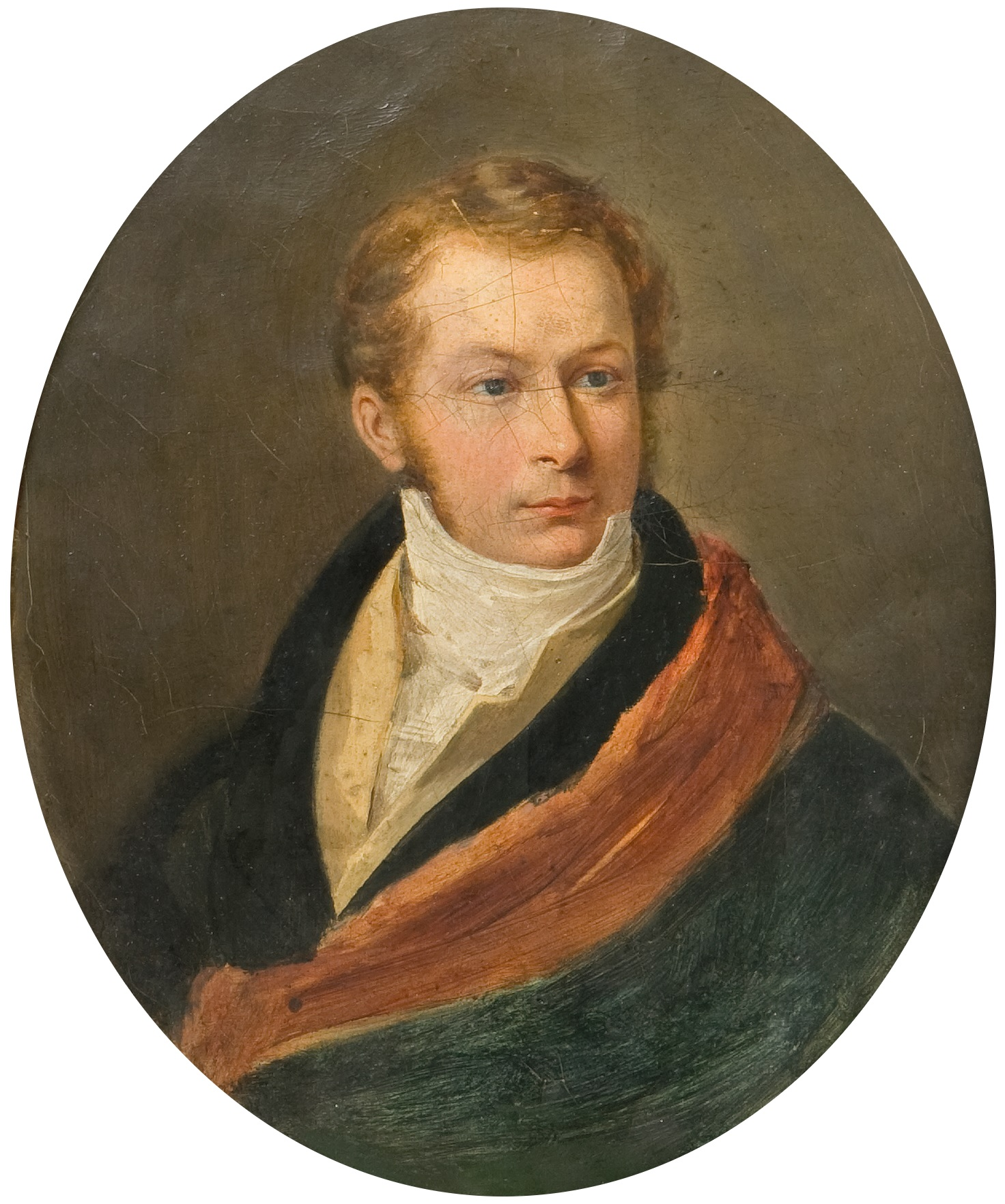
Граф Лев Потоцкий

Первый выезд Елизаветы Николаевны в петербургский свет состоялся как раз в то время, когда она находилось под тяжелым впечатлением вследствие смерти принцессы де-Тарант, скончавшейся в доме её родителей в июне 1814 года. Графиня Головина воспоминала, что на следующий день Лиза пересматривала молитвенник покойной и искала в нем утешение. Благодаря хлопотам отца 29 мая 1816 года была пожалована во фрейлины. В 1818 году сопровождала свою мать во второй её поездке во Францию. 
В Елизавету Николаевну был влюблён граф А. Н. Толстой, но перемена религии графиней Головиной побуждала её искать брачного союза для дочерей среди католиков. В апреле 1820 года К. Я. Булгаков из Петербурга сообщал брату, что младшая графиня Головина, та, что «из числа иезуитских петербургских прозелиток», «идет замуж за поляка Льва Потоцкого, за нею 200 тысяч дохода и её очень хвалят». Этот брак в свете многие восприняли неоднозначно. Дядя невесты, князь Ф. Н. Голицын, который до конца жизни своей не смог примириться с католическими симпатиями семьи Головиных, признавался, что если бы у него были дочери, он никогда бы не согласился выдать их за чужеземцев. В 1821 году почти одновременно у Елизаветы Николаевны умерли родители. 
После смерти графа Головина, выяснялось, что от его огромного состояния практически ничего не осталось. Для ликвидации дела о наследстве графиня Потоцкая вместе с сестрой смогла исходатайствовать себе  необычное право — разыграть все недвижимые имения отца в лотерею, в том числе и село Воротынец. Все имения были оценены в 8,5 миллионов рублей, но доля, перешедшая каждой наследнице, за выплатой долгов, была не настолько велика, чтобы избавить их от нужды. Правда, в отличие от сестры, Елизавета Николаевна была обеспечена огромным состоянием своего мужа.

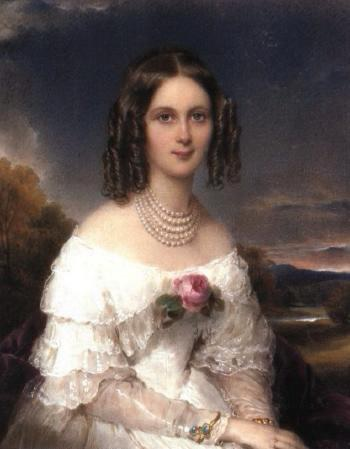
Леонилла Ванда, дочь

После замужества графиня Потоцкая проживала в разных европейских столицах, в Польше и в России. С 1841 по 1846 года сопровождала супруга в дипломатическом назначении в Неаполь. Одна из современниц вспоминала, что «русский посланник Потоцкий был человек слабого здоровья, близорук и как-то не представителен. Жена его, похожая на англичанку, была очень странная, так что от них обоих не много было радости для русских». 6 апреля 1846 года графиня Потоцкая удостоилась чести быть пожалованной в кавалерственные дамы ордена Св. Екатерины (малого креста). После смерти мужа, она навсегда переселилась во Францию, к которой испытывала особенную любовь, унаследованную от матери. Скончалась в 1867 году в Париже и была похоронена на кладбище Пер-Лашез. В браке имела двух дочерей, постоянных обитательниц Парижа:
- Леонилла Ванда (13.08.1821—1893), была замужем (1843) за графом Казимиром Ланцкоронским (1802—1874). Овдовев, вышла (1875) второй раз замуж за графа Карла Витцтума. Ее сын — Кароль Лянцкоронский.
- Анна Елизавета (1827—1885), фрейлина (1846), была замужем (1849) за графом Андреем Мнишеком (1823—1905).